# 2 Guns
2 Guns (no Brasil, Dose Dupla, em Portugal, Dois Tiros) é um filme de comédia de ação, dirigido pelo islandês Baltasar Kormákur e estrelado por Denzel Washington e Mark Wahlberg. Baseado em uma graphic novel de mesmo nome, publicado pela Boom! Studios, o filme foi lançado em 2 de agosto de 2013.

## Sinopse
Um agente especial e um perito em inteligência militar são contratados para roubar um banco. Logo, eles descobrem que sua verdadeira tarefa é outra: eles devem investigar um ao outro. Para piorar a situação, o mandante da tarefa é o mesmo do banco que eles pretendiam roubar.

## Elenco
- Denzel Washington como DEA Agent Robert "Bobby" Trench
- Mark Wahlberg como Petty Officer Michael "Stig" Stigman
- Paula Patton como DEA Agent Deb Rees
- Bill Paxton como Earl
- James Marsden como Commander Harold "Harvey" Quince
- Fred Ward como Admiral Tuwey
- Edward James Olmos como Papi Greco
- Robert John Burke como Jessup

## Produção
2 Guns é uma adaptação cinematográfica das histórias em quadrinhos de mesmo nome por Steven Grant.
Os atores Owen Wilson, Ellen Pompeo e Marisa Tomei chegaram a ter seus nomes cogitados para um papel no longa, mas acabaram não sendo escalados pelos produtores.
As filmagens ocorreram em Nova Orleães, Louisiana e áreas ao longo do Novo México.

### Bilheteria
O filme arrecadou $75,612,460 na América do Norte e $56,327,951 em outros países, com $131,940,411 mundial bruta contra um orçamento de $61 milhões, tendo estreado no topo das bilheterias com $27,059,130 em seu primeiro fim de semana.